# سونگ زوئر
سونگ زوئر (انگلیسی: Song Zu'er؛ زادهٔ ۲۳ مهٔ ۱۹۹۸) بازیگر است. او از سال ۲۰۰۵ تاکنون مشغول فعالیت بوده‌است.